# Osoba publiczna
Osoba publiczna – osoba, która wykonuje funkcje publiczne lub przez inną swoją działalność zawodową, gospodarczą, społeczną, polityczną, kulturalną itp. wpływa znacząco na funkcjonowanie społeczeństwa, przeciwieństwo osoby prywatnej.
Decyzja Rady z dnia 28 listopada 2002 r. ustanawiająca europejską sieć ochrony osób publicznych dla jej potrzeb określa osobę publiczną jako każdą osobę, której przyznaje się służbę ochrony, zgodnie z ustawodawstwem krajowym Państwa Członkowskiego (Unii Europejskiej) lub na podstawie przepisów organizacji lub instytucji o charakterze krajowym lub ponadnarodowym.